# Daniela Giovanoli
Daniela Giovanoli es una deportista Suiza que compitió en natación sincronizada. Ganó una medalla de bronce en el Campeonato Europeo de Natación de 1987, en la prueba de equipo.

## Palmarés internacional
| Campeonato Europeo | Campeonato Europeo    | Campeonato Europeo | Campeonato Europeo |
| Año                | Lugar                 | Medalla            | Prueba             |
| ------------------ | --------------------- | ------------------ | ------------------ |
| 1987               | Estrasburgo (Francia) | Medalla de bronce  | Equipo             |